# Јасујо Јамагиши
Јасујо Јамагиши (јап. 山岸 靖代; 28. новембар 1979) бивша је јапанска фудбалерка.

## Репрезентација
За репрезентацију Јапана дебитовала је 1998. године. Са репрезентацијом Јапана наступала је на једним Олимпијским играма (2004) и једном Светском првенству (2003). За тај тим одиграла је 60 утакмица и постигла је 6 голова.

## Статистика
| Јапан  | Јапан | Јапан |
| Год.   | Ута.  | Гол.  |
| ------ | ----- | ----- |
| 1998   | 4     | 1     |
| 1999   | 5     | 3     |
| 2000   | 5     | 1     |
| 2001   | 11    | 0     |
| 2002   | 11    | 0     |
| 2003   | 12    | 1     |
| 2004   | 10    | 0     |
| 2005   | 2     | 0     |
| Укупно | 60    | 6     |